# Ponte Grande (São Paulo)
A Ponte Grande foi um bairro situado ao norte do distrito do Bom Retiro, zona central do município de São Paulo, Brasil. A região balneária era destinada a competições aquáticas e localizava-se nas proximidades da atual Ponte das Bandeiras, na margem sul do Rio Tietê.
Situado na várzea sul do rio Tietê fazia contraposição à Ponte Pequena, bairro localizado nas imediações de uma pequena ponte que cruzava o rio Tamanduateí.

## História
A região se desenvolveu após a construção da Ponte Grande, erguida na primeira década de 1700. A ponte ligava o bairro da Luz, no centro da cidade de São Paulo colonial a "Estrada para Bragança", (atual Rua Voluntários da Pátria) localizada na época na Fazenda de Sant' Ana, a principal fazenda suburbana do Colégio de São Paulo dos Campos de Piratininga. Atravessava o rio Tietê, que na época era chamado de rio Guaré. Graças a essa obra se deu mais efetivamente o desenvolvimento das terras setentrionais, além-Tietê. Construída com árvores das margens do rio inicialmente recebeu ao longo do tempo cobertura de ferro fundido sobre pilares de pedra.
Até o final do século XIX era uma região balneária, e um dos locais preferidos da população para fotografias. À margem do rio e de seus canais subsidiários, existiam vários restaurantes e lugares reservados a piqueniques e passeios em barcos. Na região existiam propriedades rurais, a principal delas pertencia ao General Couto de Magalhães, a "Chácara Ponte Grande" e abrigava um observatório astronômico e um Museu Indígena. O observatório, popularmente chamado de “Observatório da Ponte Grande”, é considerado o primeiro da cidade. Estima-se que tenha sido construído entre os anos 1865-1870 e tenha passado por demolição no final da década de 1930.
Em 1884, após uma crescente urbanização na cidade de São Paulo, o Rio Tietê recebeu sua primeira interferência civilizatória, através do Projeto de Regularização do Rio Tietê e Dique Marginal, liderado pelo engenheiro João Pereira Ferraz, visando a retificação do rio, da região  até Osasco.
No início do século XX, mais especificamente em 1907, houve a inauguração do Clube de Regatas Tietê e a região era um local privilegiado para as torcidas que acompanhavam as regatas dos clubes Regatas Tietê e Esperia, realizadas no rio. A Travessia de São Paulo a Nado era realizada entre a Ponte Grande até a Ponte da Vila Maria, com flutuadores com cordas e raias, em uma extensão de 5500 metros.
Além da tradição nos esportes aquáticos o bairro abrigou os primeiros estádios de dois grandes clubes de futebol paulistanos. A Chácara da Floresta (Estádio da Floresta) construído em 1906,  pertenceu a São Bento e foi o primeiro estádio do São Paulo Futebol Clube. E no ano de 1918 foi inaugurado o Estádio da Ponte Grande, situado em um terreno da antiga Rua dos Imigrantes (atual Rua José Paulino), onde o Sport Club Corinthians Paulista foi fundado. Na época, a prefeitura acordou com o então presidente do clube, João Baptista Maurício, o direito de posse da área, situada entre os terrenos do Clube de Regatas Tietê e da Associação Atlética das Palmeiras.
Em 1918 o bairro fez parte do percurso da ‘Taça Estadinho’, primeira corrida de rua de São Paulo organizada pelo jornal O Estado de S. Paulo, antecedendo a tradicional Corrida Internacional de São Silvestre.
Em 1940 a Ponte Grande foi demolida, obsoleta para demanda da metrópole, sendo substituída pela atual Ponte das Bandeiras - Senador Romeu Tuma inaugurada oficialmente em 1942, construída em arco de concreto. E a partir dessa década, a denominação "Ponte Grande" caiu em desuso, abrangendo os atuais bairros da Ponte Pequena e Bom Retiro, situados no distrito do Bom Retiro, administrado pela Prefeitura Regional da Sé, zona central paulistana.